# Riverdale (Iowa)
Pour les articles homonymes, voir Riverdale.
Riverdale est une ville du comté de Scott, en Iowa, aux États-Unis. Elle est incorporée le 27 décembre 1950.

## Source de la traduction
- (en) Cet article est partiellement ou en totalité issu de l’article de Wikipédia en anglais intitulé « Riverdale, Iowa » (voir la liste des auteurs).